# Eva Kant
Pour les articles homonymes, voir Kant (homonymie).
 (avril 2025).
La mise en forme du texte ne suit pas les recommandations de Wikipédia : il faut le « wikifier ».
Les points d'amélioration suivants sont les cas les plus fréquents. Le détail des points à revoir est peut-être précisé sur la page de discussion.
- Les titres sont pré-formatés par le logiciel. Ils ne sont ni en capitales, ni en gras.
- Le texte ne doit pas être écrit en capitales (les noms de famille non plus), ni en gras, ni en italique, ni en « petit »…
- Le gras n'est utilisé que pour surligner le titre de l'article dans l'introduction, une seule fois.
- L'italique est rarement utilisé : mots en langue étrangère, titres d'œuvres, noms de bateaux, etc.
- Les citations ne sont pas en italique mais en corps de texte normal. Elles sont entourées par des guillemets français : « et ».
- Les listes à puces sont à éviter, des paragraphes rédigés étant largement préférés. Les tableaux sont à réserver à la présentation de données structurées (résultats, etc.).
- Les appels de note de bas de page (petits chiffres en exposant, introduits par l'outil «  Source ») sont à placer entre la fin de phrase et le point final[comme ça].
- Les liens internes (vers d'autres articles de Wikipédia) sont à choisir avec parcimonie. Créez des liens vers des articles approfondissant le sujet. Les termes génériques sans rapport avec le sujet sont à éviter, ainsi que les répétitions de liens vers un même terme.
- Les liens externes sont à placer uniquement dans une section « Liens externes », à la fin de l'article. Ces liens sont à choisir avec parcimonie suivant les règles définies. Si un lien sert de source à l'article, son insertion dans le texte est à faire par les notes de bas de page.
- La présentation des références doit suivre les conventions bibliographiques. Il est recommandé d'utiliser les modèles {{Ouvrage}}, {{Chapitre}}, {{Article}}, {{Lien web}} et/ou {{Bibliographie}}. Le mode d'édition visuel peut mettre en forme automatiquement les références.
- Insérer une infobox (cadre d'informations à droite) n'est pas obligatoire pour parachever la mise en page.

Pour une aide détaillée, merci de consulter Aide:Wikification.
Si vous pensez que ces points ont été résolus, vous pouvez retirer ce bandeau et améliorer la mise en forme d'un autre article.

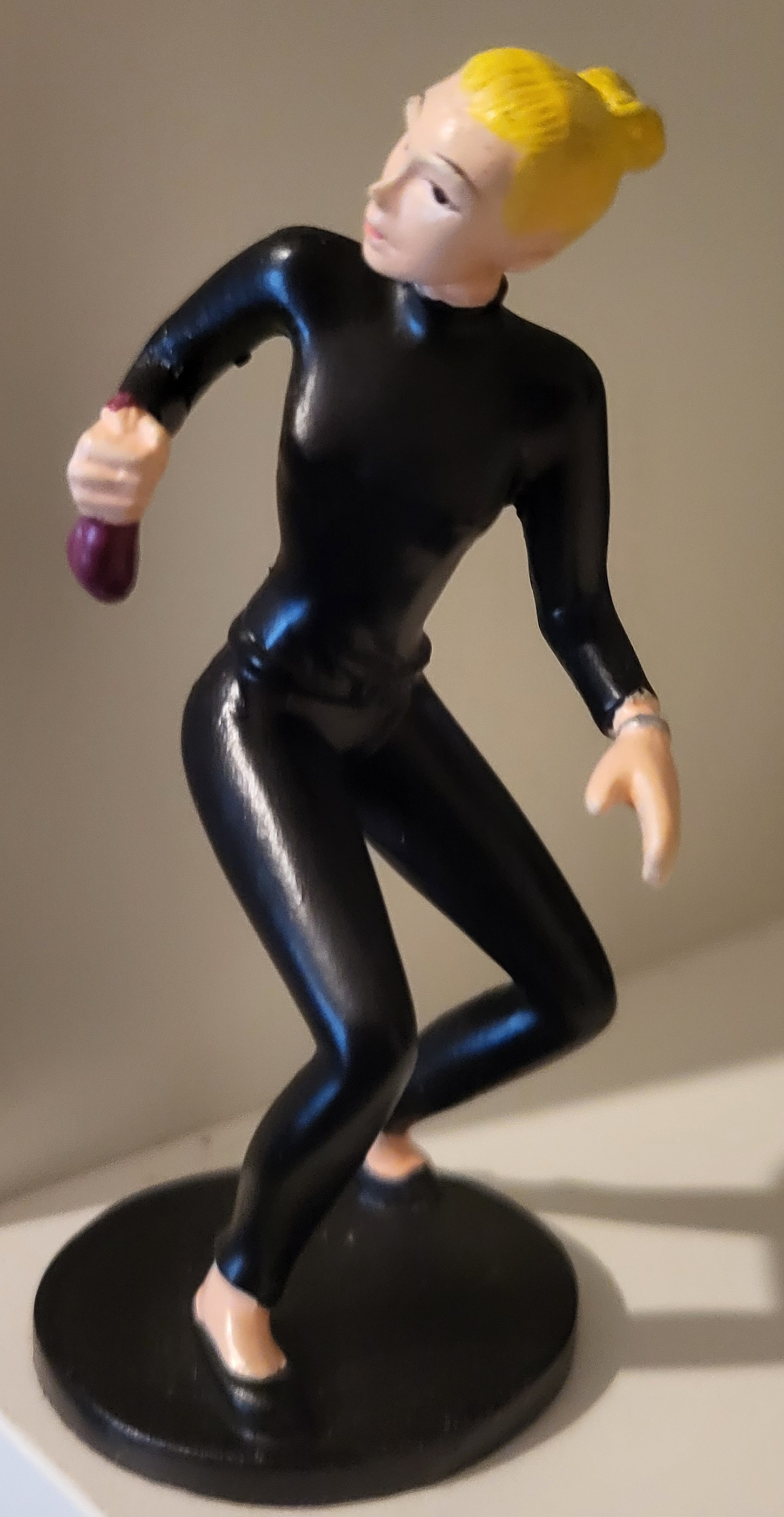
Figurine d'Eva Kant

Eva Kant est un personnage de bande dessinée italien créé par les sœurs Giussani . Il fait ses débuts dans la série Diabolik, numéro 3 (3 mars 1963), et joue le rôle de coprotagoniste . Le personnage est extrêmement populaire en Italie, où il a atteint le statut d'icône de la mode et, avec Diabolik, le personnage le plus réussi de la bande dessinée italienne, ayant vendu plus de 150 millions d'exemplaires dans le monde.

## Caractéristiques
Eva est la compagne, dans la vie et dans le crime, du génie criminel Diabolik, et tout comme lui un maître du déguisement. Eva est représentée comme une jeune femme blonde séduisante. Il conduit une Jaguar E-Type noire et entre généralement en action vêtu d'un pull épais et d'un pantalon, sans masque ni vêtements révélateurs. Elle porte généralement le chignon . Plus qu'une petite amie classique soumise, elle est le miroir féminin de Diabolik (elle est blonde et sensuelle, il est brun et lugubre) et surtout une complice valable dans la réalisation des braquages. Dans le monde de Diabolik, elle est considérée comme l'une des plus belles femmes de la planète
Comme de nombreux personnages historiques de la série, Eva Kant trouve également une épigone dans la série feuilleton Fantômas : Lady Maud Beltham, une veuve noble qui, dans le premier roman de la série, sauve le protagoniste de la pendaison, puis devient son amante.

## Modèles
Le nom de famille d'Eva est tiré du très célèbre philosophe Emmanuel Kant, aimé par Angela Giussani depuis son adolescence et sujet de sa thèse de diplôme à l'Institut de formation des enseignants. L'image d'Eva Kant, comme celle de Diabolik, a beaucoup changé au fil des années, devenant de plus en plus moderne. Les sœurs Angela et Luciana Giussani se sont inspirées à l'origine des actrices Grace Kelly et Kim Novak pour créer le personnage. Le dessinateur turinois Sergio Zaniboni (l'un des collaborateurs les plus connus de Diabolik ) a utilisé comme modèle une jeune fille turinoise, Cristina Adinolfi, qu'il a photographiée dans les mêmes poses dans lesquelles il a dû plus tard dessiner Eva.

## Histoire
Lady Kant apparaît pour la première fois en 1963, dans le troisième numéro du magazine ( L'arresto di Diabolik ) et trouve immédiatement en Diabolik le compagnon de vie idéal ; Bientôt, il s'imposera durablement dans les publications, brisant le stéréotype du « criminel solitaire » qui émergeait initialement. Diabolik et Eva sont des voleurs très sophistiqués, maîtres d'un code moral précis et personnel, mais ils n'appartiennent pas à la catégorie des gentlemen cambrioleurs . Ils tuent pour prendre possession de la fortune des autres, mais (au moins à partir d'un certain moment de leur histoire éditoriale) s'ils le peuvent, ils essaient d'éviter les crimes, par exemple en droguant leurs victimes.
Le personnage d'Eva a évolué de la même manière : dans les premières histoires, la femme avait un rôle subordonné à Diabolik et était souvent représentée comme désespérée de s'être retrouvée dans une vie de cauchemar, dont elle ne peut s'échapper en raison du grand amour qu'elle porte au grand criminel. Dans une bande dessinée, Diabolik essaie même de l'étrangler après qu'elle ait désobéi (pour ensuite reculer au nom de leur amour).
Au fil du temps, la relation homme-femme et le partenariat entre Diabolik et Eva se sont progressivement stabilisés, contrairement à ce qui se passe dans presque toutes les relations entre partenaires dans d'autres bandes dessinées. Lady Kant est devenue le pendant idéal de Diabolik, absorbant toutes ses caractéristiques fondamentales ; la même chose est arrivée à Diabolik, qui a pris certains traits de caractère de sa compagne.
Eva s'est également imposée comme un modèle de style et de féminité, notamment du point de vue de son indépendance, et est apparue au fil des années comme une icône visuelle dans la publicité et la mode féminine.

## Origines

### Quando Diabolik non c'era(Grande Diabolik, I-2003)
Les origines d'Eva Kant sont révélées pour la première fois dans Ricordo del passato ( Diabolik n° 17, 1969). Sandrone Dazieri et Tito Faraci les réorganisent et les adaptent en Eva Kant. Quando Diabolik non c'era Eva Kant. Quando Diabolik non c'era ("Quand Diabolik n'était pas là"), puis également publié par Mondadori, la série Oscar Ink en 2019, les enrichissant de détails mais restant essentiellement fidèle à ce qui était raconté dans l'histoire originale.
Eva est la fille illégitime d'une femme pauvre nommée Catherine et de Lord Rudolph Kant, descendant d'une famille riche et illustre. C'est précisément en raison de sa position que Rodolfo garde secrète sa paternité, à tel point qu'Eva elle-même le croit simplement un oncle généreux. Lorsque la jeune fille a seize ans, Rodolfo prétend avoir convaincu la famille d'accepter son amour et offre à Caterina un précieux bijou de famille, le Diamant Rose . C'est en fait un faux. En fait, Rodolfo se confia à son cousin, Lord Anthony, qui, l'accusant d'avoir volé la gemme, chassa Caterina et fit enfermer la jeune Eva dans un orphelinat . Eva s'enfuit, mais lorsqu'elle retrouve sa mère, elle a pris de la drogue pour se suicider et, avant de mourir, n'a que le temps d'avertir sa fille de ne jamais faire confiance aux hommes. Eva s'enfuit en Afrique du Sud . C'est là, grâce à des petits boulots de couverture comme celui de chanteur de boîte de nuit, que sa carrière criminelle débute. Elle travaille pour un gangster nommé Peter Sorel (elle prétendra n'avoir été pour lui qu'une simple secrétaire), commet des braquages à la commission et s'associe finalement avec un certain Stoner, un espion industriel . Par hasard, il découvre que Stoner fait des affaires avec un magnat qui n'est autre qu'Anthony Kant, cousin du père d'Eva. L'homme, aujourd'hui âgé de plus de soixante ans, assassina Lord Rodolfo pour prendre possession de tout l'héritage familial et partit en Afrique pour pratiquer sa passion, la chasse au gros gibier . Le vieil homme ne reconnaît pas la fille de sa cousine, alors Eva parvient à le séduire et à le convaincre de l'épouser, obtenant le droit de porter légalement le nom de Kant (qui, dit-elle, lui avait été « volé »), pour ensuite révéler ses origines à son mari immédiatement après la cérémonie de mariage. Lord Anthony, craignant le scandale, le supporte en silence pendant un certain temps, mais envisage bientôt de se débarrasser de sa femme. Il fait jeter la femme dans une fosse avec une panthère noire par deux hommes de main pour simuler un accident, mais Eva et l'animal se rebellent et c'est finalement Anthony qui est mis en pièces. Avant de mourir, cependant, Lord Kant avait déshérité sa femme, laissant Eva sans le sou, au point de vendre le Diamant Rose (l'authentique, que lui avait offert Lord Anthony avant de l'épouser) pour satisfaire Stoner, qui la fait chanter avec les secrets de son passé. Finalement Eva revient à Clerville, où aura lieu la rencontre fatale avec Diabolik .

### Gli occhi della pantera(Grande Diabolik: I-2008)
Il faut beaucoup de temps à Eva pour atteindre à la même stature que le roi de la terreur. Le Grande Diabolik, dans Gli occhi della pantera ("les yeux de la panthère"), raconte comment Eva Kant après la véritable menace de mort de Diabolik dans " Lotta disperata " (n° 15 de la première série de 1964), parvient à atteindre une relation d'égal à égal avec son bien-aimé, scellée par le vol solitaire d'un tableau en cadeau.

## Compétences et aptitudes
Sous l'aile de Diabolik, Eva Kant est devenue au fil du temps une voleuse d'une minutie, d'un sérieux et d'une efficacité particuliers, et aussi une maîtresse des déguisements . Elle utilise des masques en latex en public pour se faire passer pour ses victimes et éviter d'être reconnue. Peut conduire différents types de véhicules terrestres et aériens. Elle est également une experte en arts martiaux . Diabolik peut toujours compter sur elle.

## La famille Kant
- Caterina : Elle est la mère d'Eva Kant et apparaît dans la bande dessinée " Eva Kant quand Diabolik n'était pas là ". C'est une femme d'origine modeste et elle entretient une relation secrète avec le seigneur Rodolfo Kant, de qui elle reçoit en gage le joyau symbole de la famille Kant : le Diamant Rose. Quand Anthony Kant, le cousin de Rodolfo, découvre leur amour, pour défendre la famille, il kidnappe et emmène Eva dans un orphelinat, et force Rodolfo à quitter la femme. Caterina se suicide en prenant de la drogue, mais avant de mourir, elle revoit Eva (qui a réussi à s'échapper) et lui révèle la vérité sur sa relation avec Rodolfo. Plus tard, Antoine Kant, après avoir repris Eva et l'avoir emmenée dans une sorte de maison de correction, tuera également Rodolfo.
- Lord Rodolfo Kant : Il est le père d'Eva Kant et apparaît dans " Eva Kant quand Diabolik n'était pas là ". Il entretient une relation secrète avec Caterina, que sa famille aristocratique l'empêche d'épouser car elle est plébéienne. Néanmoins, Rodolfo offre à la femme le diamant rose en gage de son amour et d'un futur mariage. Le cousin de Rodolfo, Anthony Kant, intervient contre ce plan et oblige Rodolfo à abandonner la femme, prend le bijou à Caterina et emmène la petite Eva dans un orphelinat. Caterina, désespérée, se suicide ; Plus tard, Anthony tue également Rodolfo pour rester le seul héritier de la fortune familiale.
- Lord Anthony Kant : Apparaît cité dans n° 3, "L'arresto di Diabolik". Il est l'époux d'Eva Kant et le cousin de son père, Lord Rudolf Kant. Eva l'épouse par vengeance et pour pouvoir acquérir légalement le nom de famille Kant. Il meurt déchiré par une panthère en essayant de tuer Eva (« Eva Kant quando Diabolik non c'era ») ; notez le signe du "destin", car la panthère est en fait le symbole de Diabolik.
- Le Diamant Rose : c'est un joyau précieux (d'une valeur de 2 milliards de lires dans les années 1970) appartenant à la famille Kant ; Il a été offert en cadeau par Lord Rudolph Kant, le père d'Eva Kant, à Catherine. C'est grâce à ce bijou qu'Eva et Diabolik se rencontrent au n° 3, "L'arresto di Diabolik" ("L'arrestation de Diabolik"), même si l'exemplaire en possession d'Eva est un faux ; en fait, elle l'avait vendu après la mort de son mari pour payer diverses dettes. Après de nombreuses années, Diabolik le récupère et l'offre à sa bien-aimée à l'occasion de l'anniversaire de leur rencontre dans " Eva Kant quand Diabolik n'était pas là ". Cependant, Eva, ayant lié le souvenir de la souffrance et de la mort de ses parents au bijou, le jette dans le lac.

## Incohérences
Il existe de nombreuses incohérences concernant l'histoire d'Eva entre les numéros de la série Diabolik et les numéros spéciaux de Il grande Diabolik. Voici les principaux :
| L'arrestation de Diabolik et la mémoire du passé | Eva Kant quand Diabolik n'était pas là |
| --- | --- |
| Eva dit à Diabolik qu'elle est la fille illégitime du seigneur Rodolfo Kant et qu'elle ne l'a appris qu'à l'âge de 16 ans de sa mère sur son lit de mort. | Eva connaît l'identité de son père bien avant la mort de sa mère car elle a écouté une conversation entre sa mère et son père. |
| Eva raconte à Diabolik qu'elle a appris à 16 ans qu'elle était une Kant. | Eva sait qu'elle est une Kant depuis le tout début car elle croit que Lord Rudolf Kant est son oncle. |
| Eva raconte à Diabolik que le principal opposant au mariage entre son père et sa mère était son oncle seigneurial Anthony Kant. | D'une conversation entre Rodolfo et Anthony, nous apprenons que le mariage entre les deux a été empêché par le père de Rodolfo, Lord Charlus. |
| Eva raconte à Diabolik qu'après la mort de sa mère, elle a commencé à voyager à travers le monde, trouvant du travail partout où elle le pouvait. | Après la mort de sa mère, Eva se retrouve en pensionnat sur ordre de Lord Anthony Kant. Ayant réussi à le quitter grâce à une ruse, la femme est partie vivre en Afrique du Sud où elle a commencé à travailler comme chanteuse dans une boîte de nuit.                                              |
| Eva raconte à Diabolik que sa mère a toujours travaillé et qu'elle lui a fait étudier de nombreuses langues étrangères. | Caterina, la mère d'Eva, n'a jamais travaillé et a toujours été soutenue par le père de sa fille, menaçant même de faire connaître leur histoire d'amour passée. |
| Eva dit à Diabolik que c'est elle qui a fait réaliser la copie du diamant rose avant de vendre l'original. Elle l'a également vendu alors qu'elle était encore mariée à Lord Kant pour obtenir de l'argent afin de faire taire les maîtres chanteurs qui menaçaient de dire à la police qu'elle avait travaillé pour un gangster.                                 | La copie du diamant rose a été réalisée par Lord Rudolph pour sa fiancée. Récupéré par Lord Anthony après avoir fait tuer son frère, il deviendra également comme la propriété originelle d'Eva à sa mort. De plus, les membres du gang criminel auquel elle appartenait faisaient chanter la femme. |
| D'après l'histoire d'Eva, nous apprenons que le père d'Eva était mort trois ans avant qu'elle épouse Lord Anthony. | Le père d'Eva est décédé de nombreuses années avant qu'Eva n'épouse Lord Anthony. |
| Eva dit que Lord Anthony Kant était un vieil homme présomptueux et despotique, mais ne mentionne pas qu'il était un criminel. | Lord Anthony Kant est un meurtrier impitoyable. |
| Eva raconte à Diabolik qu'elle faisait partie d'une organisation d'espionnage industriel, mais qu'elle l'a quittée après la première opération. | Eva est une criminelle à la solde d'un gang criminel également impliqué dans l'espionnage industriel. Elle y travailla longtemps avant de partir épouser Lord Kant. |
| Les circonstances de la mort de Lord Anthony Kant ne sont pas du tout claires. Officiellement, il s'agissait d'un accident de chasse, mais selon George Caron, c'est elle-même qui l'a poussé dans la fosse aux panthères. Eva affirme au contraire que lorsqu'elle est arrivée sur les lieux, son mari était déjà tombé dans le trou et se battait avec la bête. | Lord Anthony Kant est tué par la panthère qui, selon ses plans sinistres, était censée tuer Eve à la place. |

À propos de la rencontre avec Diabolik
| L'arrestation de Diabolik et la mémoire du passé | Eva Kant quand Diabolik n'était pas là et l'arrestation de Diabolik : le remake |
| --- | --- |
| Diabolik et Eva Kant se rencontrent pour la première fois dans l'hôtel où elle séjourne. La rencontre a lieu alors qu'il s'apprête à voler le diamant rose et elle, de retour dans la pièce, le surprend.                                  | Diabolik et Eva Kant se rencontrent pour la première fois à l'aéroport. Cependant, Diabolik a pris l'identité de l'inspecteur Ginko et demande à la femme de faire comme s'ils ne s'étaient jamais rencontrés auparavant. Selon Eva, Diabolik et elle ont convenu plus tard que cela ne devait pas être considéré comme leur première rencontre. |
| Diabolik apprend l'arrivée de Lady Kant en écoutant les conversations des serveurs de l'hôtel pendant qu'il attend sur le toit. | On ne sait pas comment Diabolik est au courant de l'arrivée de la femme puisqu'il n'espionne pas les conversations des serveurs et va plutôt l'attendre à l'aéroport. |
| - | Avant de se rendre à l'hôtel, Eva Kant s'est rendue dans la maison où elle vivait avec sa mère lorsqu'elle était enfant. On ne sait cependant pas pourquoi, malgré sa demeure seigneuriale à Clerville, il a décidé de séjourner dans un hôtel.                                                                                                  |
| Le serveur Bob est étranglé. | Le serveur Bob se fait poignarder. |
| Alors qu'Elisabeth est sur la terrasse, elle voit Diabolik surgir du sous-sol. Il s'avère plus tard qu'il est sorti par une trappe dans le jardin.                                                                                         | Elisabeth est dans la chambre lorsque Diabolik rentre à la maison. La femme prétend l'avoir vu sortir du sous-sol, mais de là où elle se trouve, cela est tout simplement impossible. |
| Eva Kant raconte au serveur Bob (en réalité Diabolik déguisé) que pendant qu'elle était à l'étranger, elle a entendu parler d'un voleur qui pouvait prendre l'apparence d'autrui. La femme, cependant, ne connaît pas le nom « Diabolik ». | Ayant déjà entendu parler de Diabolik par Ginko (en fait Diabolik déguisé), la femme fait semblant de ne rien savoir et interroge le serveur Bob (également Diabolik déguisé) à ce sujet. Cependant, cela semble ridicule et insensé. |
| Eva convainc le gardien de prison Carl Hammer de la laisser rencontrer Diabolik une dernière fois moyennant une somme importante. | C'est Mme Hammer qui convainc son mari Carl d'accepter l'argent d'Eva et de la laisser rencontrer Diabolik une dernière fois. |
| Il n'est pas indiqué comment le prisonnier Diabolik a été libéré de prison. | Le prisonnier Diabolik est sorti de prison dans un cercueil, le faisant ainsi passer pour un prisonnier décédé. On ne sait cependant pas comment il aurait été possible de le ramener. |

## Cinéma
Le personnage a eu plusieurs incarnations cinématographiques.

### La version de Mario Bava
Dans le film Diabolik de Mario Bava de 1968, Eva Kant est interprétée par Marisa Mell .

### La version des frères Manetti
Dans la trilogie réalisée  par les frères Manetti, Eva Kant a le visage de Miriam Leone .
- En 2021, la première rencontre historique entre Diabolik et Eva et leur premier affrontement avec Ginko sont racontés. Pour sa performance, Leone a reçu une nomination pour le prix David di Donatello 2022 de la meilleure actrice. Dans le film, Eva est présentée comme une femme charmante qui arrive à Clerville en possession d'un diamant que Diabolik veut voler.
- En 2022 dans la suite Diabolik - Ginko all'attaco ! Eva est trahie par le Roi de la Terreur et fait équipe avec Ginko pour se venger.
- En 2023, Miriam Leone reprend le rôle d'Eva Kant dans le film Diabolik - Chi sei ? , une fois de plus réalisé par les frères Manetti.

## Citations
- Le rôle d'Eva, comme celui de nombreux personnages apparaissant dans les premiers numéros de la bande dessinée, est tiré des romans Fantômas . Dans ce cas, c'est Lady Maud Beltham, l'amante de Fantomas qui, à la fin du premier roman, sauve le criminel de la guillotine d'une manière similaire à ce qui arrive à Eva et Diabolik.
- Comme son compagnon Diabolik, la figure d'Eva Kant a également été récemment utilisée dans la communication sociale, notamment pour l'autodéfense féminine.
- En 2013, à l'occasion du 50e anniversaire de la naissance du personnage, le célèbre parfumeur italien, Angelo Orazio Pregoni, a créé un parfum inspiré du personnage d'Eva Kant, Eva Kant Perfume, symbole de féminité et de classe sans pareille, consacrant le personnage comme une icône intemporelle. A cette occasion, un livret spécial a également été publié intitulé « Fragranza criminale » ("Le criminel du parfum") qui raconte l'histoire de la naissance du parfum.
- Le 15 octobre 2009, un roman de Carlo Cappi, entièrement consacré à elle, est publié : Eva Kant - Le Jour de la vengeance .
- En novembre 2012, un album Bolero est sorti, contenant 4 chansons dédiées aux personnages de la série : Eva Kant, Diabolik, Altea et l'instrumental Last train to Clerville publié par Alphard Record, la pochette est organisée par Astorina editore.
- Le personnage de Lyla Lay de la série Pikappa publiée par Disney Italia prend l'apparence physique d'Eva tout comme Paperinik (PK) prend le personnage de Diabolik.
- Le personnage de Dolly Papera, alias Dolly Paprika, suit le style d'Eva Kant en tant que partenaire fidèle et amante de Fantomius dans ses nombreuses entreprises et aventures.
- Le nom de Sybil Kant, compagne du criminel Mortimer dans la saga Zagor, est un hommage clair à Eva.